# Губернатор Ошской области
Губерна́тор Ошской о́бласти — высшее должностное лицо Ошской области. Возглавляет высший исполнительный орган государственной власти области — администрацию.

## История
До 1991 года высшими должностными лицами Ошской области являлись первый секретарь Ошского обкома партии и председатель Ошского облисполкома.
Во второй половине 1991 года были ликвидированы исполкомы и введены должности глав администраций (губернаторов) областей. 16 августа 2012 года губернаторы областей переименованы в — «полномочный представитель Правительства Киргизской Республики в области» (кирг. Кыргыз Республикасынын Өкмөтүнүн ыйгарым укуктуу өкүлү).

### Порядок назначения и вступления в должность
Губернатор Ошской области назначается Премьер-Министром Киргизской Республики. Порядок наделения полномочиями губернатора Ошской области устанавливается законом.

### Прекращение полномочий
Порядок досрочного прекращения полномочий губернатора Ошской области устанавливается законом.

## Полномочия
Полномочия губернатора Ошской области регламентированы Законом.
1. Губернатор Ошской области обеспечивает и защищает права и свободы человека и гражданина, законность и правопорядок в Ошской области и осуществляет следующие полномочия:
  1. представляет Ошской области в отношениях с органами государственной власти, органами местного самоуправления и при осуществлении внешнеэкономических связей, при этом вправе подписывать договоры и соглашения от имени Ошской области;
  2. представляет на утверждение Правительства Киргизской Республики стратегию социально-экономического развития Ошской области и государственные программы социально-экономического развития Ошской области и отчёты об их исполнении;
  3. определяет структуру исполнительных органов государственной власти Ошской области;
  4. назначает на должность заместителей губернаторов Ошской области;
  5. освобождает от должности заместителей губернаторов Ошской области в соответствии с законодательными актами Киргизской Республики;
  6. обеспечивает координацию деятельности органов исполнительной власти Ошской области с иными органами государственной власти Ошской области и в соответствии с законодательством Киргизской Республики может организовывать взаимодействие органов исполнительной власти Ошской области с республиканскими органами исполнительной власти и их территориальными органами, органами местного самоуправления и общественными объединениями;
  7. осуществляет иные полномочия, возложенные на него законодательством Киргизской Республики, Уставом Ошской области.
2. Губернатор Ошской области в пределах своих полномочий издаёт постановления и распоряжения, имеющие юридическую силу на всей территории Ошской области.

## Срок полномочий
Срок полномочий губернатора Ошской области — 5 лет.

## Список губернаторов и вице-губернаторов
1. Сыдыков, Батырали Сыдыкович (1991—1993).
2. Эркебаев, Абдыганы Эркебаевич (1993—1995).
3. Рустенбеков, Джаныш Султанкулович (1995—1996).
4. Муралиев, Амангельды Мурсадыкович (июль 1996—1999)
5. Акматалиев, Темирбек Асанбекович (1999—2000).
6. Касиев, Накен Касиевич (31 декабря 2000- 19 января 2005).
7. Джолдошев, Кубанычбек Ниязович (28 января — 18 марта 2005).
8. Артыков, Анвар Артыкович (18 марта 2005 - 12 декабря 2005)[1][2]
9. Закиров, Адам Закирович (12.12.2005-2006)
10. Сатыбалдиев, Жанторо Жолдошевич (24 мая 2006 — 27 ноября 2007)
11. Карашев, Аалы Азимович (27 ноября 2007 — октябрь 2009).
12. Бакиров, Мамасадык Сабирович (27.10.2009 — 8 апреля 2010)
13. Жээнбеков, Сооронбай Шарипович (8 апреля 2010 — 10 декабря 2015).
14. Сарыбашев, Таалайбек Насырбекович (10 декабря 2015 — 18 июля 2018)[3]
15. Жылкыбаев, Узарбек Казиевич (18 июля 2018 - 8-август 2020)
16. Юсупов Байыш Юсупович (8-август 2020- 19-октябрь 2020)
17. Абдураимов Жарасул Осмоналиевич (19-октябрь 2020- 22-июль 2021)
18. Жамалдинов Зиядин Исламович с 22-июль 2021-год[4]